# Монтегю, Джордж, 9-й граф Сэндвич
Джордж Чарльз Монтегю, 9-й граф Сэндвич (англ. George Charles Montagu, 9th Earl of Sandwich; 29 декабря 1874 — 15 июня 1962) — британский пэр и консервативный политик. Он был известен как Джордж Монтегю с 1874 по 1916 год.

## Биография
Родился 29 декабря 1874 года. Единственный сын контр-адмирала достопочтенного Виктора Александра Монтегю (1841—1915), второго сына Джона Монтегю, 7-го графа Сэндвича (1811—1884). Его матерью была леди Агнета Харриет Йорк (1838—1919), дочь Чарльза Йорка, 4-го графа Хардвика. Он получил образование в Винчестерском колледже и в Магдален-колледже Оксфордского университета, получив в 1897 году степень бакалавра искусств. В 1925 году он получил степень магистра искусств в Магдален-колледже.
Помощник личного секретаря Совета по торговле с 1898 по 1900 год, помощник личного секретаря президента Совета по местному самоуправлению с 1900 по 1903 год. Он заседал в Палате общин Великобритании от Хантингдона (1900—1906).
26 июня 1916 года после смерти своего дяди, Эдварда Монтегю, 8-го графа Сэндвича (1839—1916), Джордж Монтегю унаследовал титулы 9-го графа Сэндвича (Пэрство Англии), 9-го виконта Хинчингбрука в графстве Хантингдоншир (Пэрство Англии) и 9-го барона Монтегю из Сент-Неотса в графстве Хантингдоншир (Пэрство Англии), став членом Палаты лордов Великобритании.
Лорд-лейтенант Хантингдоншира с 1922 по 1946 год. Мировой судья Хандингдоншира и председатель Совета графства Хандингдоншир (1933—1945).
Он написал книги «Ten Years of Locomotive Progress» (1907), «The Bridle Way» (1925), «In a Green Shade» (1928), «In a Green Shade» (1928), «Boyhood, an Autobiography» (1951), «Gleanings» (1955) и «British and Foreign Naval Medals».

## Брак и семья
Лорд Сэндвич был дважды женат. 25 июля 1905 года в церкви Святого Павла в Найтсбридже лорд Сэндвич женился первым браком на Альберте Стерджес (17 сентября 1877 — 23 октября 1951), дочери Уильяма Стерджеса из Элизабет Маклеод. У супругов было четверо детей:
- Александр Виктор Эдвард Паулет Монтегю, 10-й граф Сэндвич (22 мая 1906 — 25 февраля 1995), старший сын и преемник отца. В 1962 году он унаследовал графский титул, но через два года отказался от титула. Его преемником в титуле стал его сын Джон.
- Достопочтенный Уильям Дрого Стерджес Монтегю (29 мая 1908 — 26 января 1940), в 1935 году он женился на достопочтенной Джанет Глэдис Эйткен[англ.] (1908—1988), бывшей жене Иэна Кэмпбелла, будущего 11-го герцога Аргайла. Он погиб во время Второй мировой войны[3].
- Леди Мэри Фейт Монтегю (1 ноября 1911 — 16 февраля 1983), 1-й муж с 1938 года Филипп Бут Несбитт (развод в 1940), от брака с которым у неё была дочь. В 1948 года вторым браком она вышла замуж за сэра Майкла Калме-Сеймура, 5-го баронета, от брака с которым у неё было два сына, умерших в младенчестве.
- Леди Элизабет Монтегю (4 июля 1917 — 10 января 2006), писательница, незамужняя[2].

В 1944 году лорд Сэндвич передал свое поместье и особняк своему старшему сыну, Александру Виктору Эдварду Паулету Монтегю, и переехал в коттедж. После смерти своей первой жены в октябре 1951 года Джордж Монтегю снова женился 13 декабря 1952 года на овдовевшей религиозной помощнице из голливудского храма Веданты, Амии Корбин (урожденной Элла Лиллиан Салли) (28 января 1902 — февраль 1986), американской гражданке английского происхождения. После свадьбы леди Сэндвич переехала в поместье Хинсингбрук в Хантингдоне со своим мужем.
Он умер в июне 1962 года в возрасте 87 лет, и титул графа унаследовал его старший сын Виктор, который также был консервативным политиком.